# 韋斯尼揚卡 (赫梅利尼茨基州)
49°43′1″N 27°18′48″E / 49.71694°N 27.31333°E
韋斯尼揚卡（羅馬化：Vesnianka）是位於烏克蘭西部的村莊，由赫梅利尼茨基州赫梅利尼茨基區的舊康斯坦丁尼夫市鎮負責管轄。該村始建於1545年，面積3.01平方公里，海拔高度291米，2017年人口638，人口密度每平方公里280.1人。